# Provincia di Batha
La provincia di Batha è una delle province del Ciad. Il capoluogo è Ati.

## Suddivisioni amministrative
La provincia è divisa nei seguenti dipartimenti:
| Dipartimento      | Capoluogo           | Comuni                                                     |
| ----------------- | ------------------- | ---------------------------------------------------------- |
| Assinet           | Assinet             | Koundjar, Wirel, Assinet                                   |
| Batha Orientale   | Oum Hadjer          | Am Sack, Oum Hadjer, Dab-Dab                               |
| Batha Occidentale | Ati                 | Ati, Koundjourou                                           |
| Djombo Djedid     | Haraze Djombo Kibit | Haraze, Ouaddi Djedid, Kachako, Am-Salam, Djombo, Gnalgata |
| Fitri             | Yao                 | Am N'Djamena Bilala, Yao                                   |
| Ouadi Rimé        | Djedaa              | Djedaa, Hidjelidjé                                         |